# Saint-Hilaire-d’Ozilhan
Saint-Hilaire-d’Ozilhan ist eine französische Gemeinde mit 1115 Einwohnern (Stand 1. Januar 2022) im Département Gard der Region Okzitanien.

## Geografie
Das Dorf, das in der Nähe des Pont du Gard liegt, befindet sich vier Kilometer östlich von Remoulins und vier Kilometer nördlich der Auffahrt zur A9.

## Geschichte
Zunächst wurde das Dorf von einer mittelalterlichen Burg bestimmt. 1441 erhielten die Bewohner von Karl VII. den Auftrag, die Burg in der Ebene mit den alten Materialien neu zu bauen.

### Bevölkerungsentwicklung
| Jahr      | 1962 | 1968 | 1975 | 1982 | 1990 | 1999 | 2008 | 2017 |
| Einwohner | 321  | 382  | 419  | 461  | 618  | 640  | 684  | 1069 |

## Sehenswürdigkeiten
- Alter Dorfkern (Kirche und Mairie)
- Vor-romanische Kapelle Saint-Étienne-de-la-Clastre etwas außerhalb
- Lavoir[1]